# 內大臣 (日本)
内大臣（日语：／ Naidaijin）是日本律令制下的一个官名，为太政官之一，属令外官。唐名称为内府、内丞相、内相国、内仆射，和訓为「うちのおおまえつぎみ」或「うちのおとど」。定员一名，官位为正二位或从二位。

## 概要
內大臣是令外官之一，內大臣的起源是律令时代以前的7世纪中期，藤原鎌足曾以內臣身份掌權，在藤原鎌足死前天智天皇封其为大臣。内臣得以天皇近侍的身份参与政务，藤原鎌足之后元正天皇朝的藤原房前、光仁天皇朝的藤原良繼和藤原魚名也曾担任内臣，并晋升为內大臣。从10世纪末的平安时代中期藤原道隆担任內大臣开始，內大臣成为常设官职，在太政官中仅次于太政大臣、左大臣和右大臣。
此后有以下资格者可能担任內大臣：
1. 摄家的年轻公卿晋升摄关的台阶
2. 作为对宿老、功績大的公卿之礼遇而任命
3. 对权位最高的大納言之礼遇
4. 对武家政权首领之礼遇[2]

在左、右大臣缺席時，內大臣可代行其政務，其余时间则协助左、右大臣。内大臣待遇在左、右大臣之下；大納言之上。安土桃山時代的織田信長、丰臣秀吉都曾被封为內大臣，之后江户幕府的历代将军也都被封为內大臣。由于内大臣是升摄关的台阶，因此长期被摄家把持，即使可以担任更高职务的清华家，也难以担任。明治維新之際內大臣一职废除，1885年设立内大臣府，但与律令时代的內大臣职务有所不同。

## 內大臣列表
资料主体上来自《公卿補任》，酌情用其他資料訂正。
| 姓名                     | 就任                                 | 任期 （标注*者亡于任期内）             | 在職時的天皇               | 号、备注                |
| ------------------------ | ------------------------------------ | -------------------------------------- | -------------------------- | ----------------------- |
| 內臣身份受封大臣者       |                                      |                                        |                            |                         |
| 藤原鎌足                 | 皇極天皇4年6月14日 （645年7月12日）  | 天智天皇8年10月16日* （669年11月14日） | 孝德、齊明、天智           | 初め內臣 藤原內大臣     |
| 藤原房前                 | 養老5年10月24日 （721年11月18日）    | 天平9年4月17日* （737年5月25日）       | 元正、聖武                 | 內臣                    |
| 藤原仲麻呂               | 天平勝寶9歳5月20日 （757年6月11日）  | 天平寶字2年8月25日 （758年10月1日）    | 孝謙、淳仁                 | 紫微內相                |
| 道鏡                     | 天平寶字8年9月20日 （764年10月19日） | 天平神護元年10月1日 （765年10月19日）  | 淳仁、稱德                 | 大臣禅師                |
| 藤原良繼                 | 寶龜2年3月13日 （771年4月2日）       | 寶龜8年9月18日* （777年10月23日）      | 光仁                       | 初め內臣 弘福院         |
| 藤原魚名                 | 寶龜9年3月3日 （778年4月4日）        | 天應元年6月27日 （781年7月22日）       | 光仁、桓武                 | 初め內臣、忠臣          |
| 律令制下的內大臣         |                                      |                                        |                            |                         |
| 藤原高藤                 | 昌泰3年1月28日 （900年3月2日）       | 昌泰3年3月12日* （900年4月13日）       | 醍醐                       | 小一條、勸修寺          |
| 藤原兼通                 | 天祿3年11月27日 （973年1月4日）      | 天延2年2月28日 （974年3月24日）        | 圓融                       | 堀川                    |
| 藤原道隆                 | 永延3年2月23日 （989年4月1日）       | 正曆2年7月23日 （991年9月4日）         | 一條                       | 南院、二條              |
| 藤原道兼                 | 正曆2年9月7日 （991年10月17日）      | 正曆5年8月28日 （994年10月5日）        | 一條                       | 粟田、二條              |
| 藤原伊周                 | 正曆5年8月28日 （994年10月5日）      | 長德2年4月24日 （996年5月14日）        | 一條                       | 帥內大臣                |
| 藤原公季                 | 長德3年7月5日 （997年8月10日）       | 長和6年3月4日 （1017年4月3日）         | 一條、三條、後一條         | 閑院                    |
| 藤原賴通                 | 長和6年3月4日 （1017年4月3日）       | 治安元年7月25日 （1021年9月4日）       | 後一條                     | 宇治                    |
| 藤原教通                 | 治安元年7月25日 （1021年9月4日）     | 永承2年8月1日 （1047年8月24日）        | 後一條、後朱雀、後冷泉     | 大二條                  |
| 藤原賴宗                 | 永承2年8月1日 （1047年8月24日）      | 康平3年7月17日 （1060年8月15日）       | 後冷泉                     | 堀河                    |
| 藤原師實                 | 康平3年7月17日 （1060年8月15日）     | 康平8年6月3日 （1065年7月8日）         | 後冷泉                     | 京極、後宇治            |
| 源師房                   | 康平8年6月3日 （1065年7月8日）       | 延久元年8月22日 （1069年9月10日）      | 後冷泉、後三條             | 土御門                  |
| 藤原信長                 | 延久元年8月22日 （1069年9月10日）    | 承曆4年8月14日 （1080年8月31日）       | 後三條、白河               | 九條                    |
| 藤原能長                 | 承曆4年8月14日 （1080年8月31日）     | 永保2年11月14日* （1082年12月6日）     | 白河                       | 三條                    |
| 藤原師通                 | 永保3年1月26日 （1083年2月15日）     | 承德3年6月28日* （1099年7月18日）      | 白河、堀河                 | 後二條                  |
| 源雅實                   | 康和2年7月17日 （1100年8月24日）     | 永久3年4月28日 （1115年5月23日）       | 堀河、鳥羽                 | 久我                    |
| 藤原忠通                 | 永久3年4月28日 （1115年5月23日）     | 保安3年12月17日 （1123年1月16日）      | 鳥羽                       | 法性寺                  |
| 源有仁                   | 保安3年12月17日 （1123年1月16日）    | 天承元年12月22日 （1132年1月12日）     | 鳥羽、崇德                 | 花園                    |
| 藤原宗忠                 | 天承元年12月22日 （1132年1月12日）   | 保延2年12月9日 （1137年1月2日）        | 崇德                       | 中御門                  |
| 藤原賴長                 | 保延2年12月9日 （1137年1月2日）      | 久安5年7月28日 （1149年9月1日）        | 崇德、近衛                 | 宇治                    |
| 源雅定                   | 久安5年7月28日 （1149年9月1日）      | 久安6年8月21日 （1150年9月13日）       | 近衛                       | 中院                    |
| 德大寺實能               | 久安6年8月21日 （1150年9月13日）     | 保元元年9月13日 （1156年9月29日）      | 近衛、後白河               | 德大寺                  |
| 藤原伊通                 | 保元元年9月13日 （1156年9月29日）    | 保元2年8月19日 （1157年9月24日）       | 後白河                     | 九條、大宮              |
| 三條公教                 | 保元2年8月19日 （1157年9月24日）     | 永曆元年7月9日* （1160年8月12日）      | 後白河、二條               | 高倉                    |
| 松殿基房                 | 永曆元年8月11日 （1160年9月12日）    | 應保元年9月13日 （1161年10月3日）      | 二條                       | 中山、菩提院            |
| 藤原宗能                 | 應保元年9月13日 （1161年10月3日）    | 長寬2年閏10月13日 （1164年11月28日）   | 二條                       | 中御門                  |
| 九條兼實                 | 長寬2年閏10月23日 （1164年12月8日）  | 仁安元年11月11日 （1166年12月5日）     | 二條、六條                 | 後法性寺、月輪          |
| 平清盛                   | 仁安元年11月11日 （1166年12月5日）   | 仁安2年2月11日 （1167年3月4日）        | 六條                       | 六波羅、平相國          |
| 花山院忠雅               | 仁安2年2月11日 （1167年3月4日）      | 仁安3年8月10日 （1168年9月13日）       | 六條、高倉                 | 花山院                  |
| 源雅通                   | 仁安3年8月10日 （1168年9月13日）     | 承安5年2月27日* （1175年3月21日）      | 高倉                       | 久我                    |
| 藤原師長                 | 安元元年11月28日 （1176年1月11日）   | 安元3年3月5日 （1177年4月5日）         | 高倉                       | 妙音院                  |
| 平重盛                   | 安元3年3月5日 （1177年4月5日）       | 治承3年3月11日 （1179年4月19日）       | 高倉                       | 小松                    |
| 近衛基通                 | 治承3年11月15日 （1179年12月15日）   | 寿永元年6月27日 （1182年7月29日）      | 高倉、安德                 | 普賢寺                  |
| 平宗盛                   | 寿永元年10月3日 （1182年10月31日）   | 寿永2年2月27日 （1183年3月22日）       | 安德                       | 屋島                    |
| 德大寺實定               | 寿永2年4月5日 （1183年4月28日）      | 寿永2年11月21日 （1184年1月5日）       | 安德、後鳥羽               | 後德大寺                |
| 松殿師家                 | 寿永2年11月21日 （1184年1月5日）     | 寿永3年1月22日 （1184年3月6日）        | 後鳥羽                     | 松殿、天王寺            |
| 德大寺實定 （還任）      | 寿永3年1月22日 （1184年3月6日）      | 文治2年10月29日 （1186年12月11日）     | 後鳥羽                     | 後德大寺                |
| 九條良通                 | 文治2年10月29日 （1186年12月11日）   | 文治4年2月20日* （1188年3月19日）      | 後鳥羽                     | 冷泉                    |
| 花山院兼雅               | 文治5年7月10日 （1189年8月23日）     | 建久元年7月17日 （1190年8月19日）      | 後鳥羽                     | 後花山院                |
| 藤原兼房                 | 建久元年7月17日 （1190年8月19日）    | 建久2年3月28日 （1191年4月23日）       | 後鳥羽                     | 禅林寺、高野            |
| 中山忠親                 | 建久2年3月28日 （1191年4月23日）     | 建久5年7月26日 （1194年8月14日）       | 後鳥羽                     | 中山                    |
| 九條良經                 | 建久6年11月10日 （1195年12月13日）   | 正治元年6月22日 （1199年7月16日）      | 後鳥羽、土御門             | 後京極、中御門          |
| 源通親                   | 正治元年6月22日 （1199年7月16日）    | 建仁2年10月21日* （1202年11月7日）     | 土御門                     | 土御門                  |
| 藤原隆忠                 | 建仁2年閏10月20日 （1202年12月6日）  | 元久元年12月14日 （1205年1月5日）      | 土御門                     | 大覺寺                  |
| 西園寺實宗               | 元久2年11月24日 （1206年1月4日）     | 元久3年3月13日 （1206年4月22日）       | 土御門                     | 大宮                    |
| 花山院忠經               | 元久3年3月28日 （1206年5月7日）      | 建永2年2月10日 （1207年3月10日）       | 土御門                     | 花山院                  |
| 近衛道經                 | 建永2年2月10日 （1207年3月10日）     | 承元2年7月9日 （1208年8月21日）        | 土御門                     | 智足院                  |
| 九條良輔                 | 承元2年7月9日 （1208年8月21日）      | 承元3年4月10日 （1209年5月15日）       | 土御門                     | 八條                    |
| 德大寺公繼               | 承元3年4月10日 （1209年5月15日）     | 建曆元年10月4日 （1211年11月10日）     | 土御門、順德               | 野宮                    |
| 坊門信清                 | 建曆元年10月4日 （1211年11月10日）   | 建曆2年6月20日 （1212年7月19日）       | 順德                       | 太秦                    |
| 九條道家                 | 建曆2年6月29日 （1212年7月28日）     | 建保3年12月10日 （1215年12月31日）     | 順德                       | 光明峯寺                |
| 三條公房                 | 建保3年12月10日 （1215年12月31日）   | 建保6年10月9日 （1218年10月29日）      | 順德                       | 淨土寺                  |
| 源實朝                   | 建保6年10月9日 （1218年10月29日）    | 建保6年12月2日 （1218年12月21日）      | 順德                       | 鎌倉 鎌倉幕府3代将軍    |
| 近衛家通                 | 建保6年12月2日 （1218年12月21日）    | 建保7年3月4日 （1219年4月19日）        | 順德                       | 猪隈                    |
| 久我通光                 | 建保7年3月4日 （1219年4月19日）      | 承久3年7月3日 （1221年7月23日）        | 順德、仲恭                 | 後久我                  |
| 西園寺公經               | 承久3年閏10月10日 （1221年11月25日） | 貞應元年8月13日 （1222年9月19日）      | 後堀河                     | 一條、西園寺            |
| 大炊御門師經             | 貞應元年8月13日 （1222年9月19日）    | 元仁元年12月25日 （1225年2月4日）      | 後堀河                     | 大炊御門                |
| 九條良平                 | 元仁元年12月25日 （1225年2月4日）    | 嘉祿3年4月9日 （1227年5月25日）        | 後堀河                     | 醍醐                    |
| 近衛兼經                 | 嘉祿3年4月9日 （1227年5月25日）      | 寬喜3年4月26日 （1231年5月29日）       | 後堀河                     | 岡屋                    |
| 西園寺實氏               | 寬喜3年4月26日 （1231年5月29日）     | 嘉禎元年10月2日 （1235年11月13日）     | 後堀河、四條               | 常盤井                  |
| 二條良實                 | 嘉禎元年10月2日 （1235年11月13日）   | 嘉禎2年6月9日 （1236年7月13日）        | 四條                       | 普光園院                |
| 土御門定通               | 嘉禎2年6月9日 （1236年7月13日）      | 嘉禎3年12月18日 （1238年1月5日）       | 四條                       | 後土御門                |
| 九條基家                 | 嘉禎3年12月25日 （1238年1月12日）    | 嘉禎4年6月7日 （1238年7月19日）        | 四條                       | 後九條、鶴殿            |
| 大炊御門家嗣             | 嘉禎4年7月20日 （1238年8月31日）     | 仁治元年10月9日 （1240年10月25日）     | 四條                       | 嵯峨                    |
| 衣笠家良                 | 仁治元年10月20日 （1240年11月5日）   | 仁治2年4月5日 （1241年5月17日）        | 四條                       | 衣笠                    |
| 鷹司兼平                 | 仁治2年4月17日 （1241年5月29日）     | 寬元2年6月13日 （1244年7月19日）       | 四條、後嵯峨               | 稱念院                  |
| 九條忠家                 | 寬元2年6月13日 （1244年7月19日）     | 寬元4年12月24日 （1247年2月1日）       | 後嵯峨、後深草             | 一音院                  |
| 德大寺實基               | 寬元4年12月24日 （1247年2月1日）     | 建長2年4月29日 （1250年5月31日）       | 後深草                     | 後德大寺、水本          |
| 堀川具實                 | 建長2年5月17日 （1250年6月18日）     | 建長2年11月28日 （1250年12月22日）     | 後深草                     | 岩倉、久我              |
| 二條道良                 | 建長2年12月15日 （1251年1月8日）     | 建長4年7月20日 （1252年8月26日）       | 後深草                     | 九條                    |
| 花山院定雅               | 建長4年7月20日 （1252年8月26日）     | 建長4年11月3日 （1252年12月5日）       | 後深草                     | 粟田口                  |
| 西園寺公相               | 建長4年11月13日 （1252年12月15日）   | 建長6年12月25日 （1255年2月3日）       | 後深草                     | 冷泉                    |
| 西園寺公基               | 建長6年12月25日 （1255年2月3日）     | 正嘉元年11月26日 （1258年1月2日）      | 後深草                     | 萬里小路、京極          |
| 山階實雄                 | 正嘉元年11月26日 （1258年1月2日）    | 正嘉2年11月1日 （1258年11月27日）      | 後深草                     | 山階                    |
| 近衛基平                 | 正嘉2年11月1日 （1258年11月27日）    | 弘長元年3月27日 （1261年4月28日）      | 後深草、龜山               | 深心院、西谷            |
| 三條公親                 | 弘長元年3月27日 （1261年4月28日）    | 弘長2年1月20日 （1262年2月10日）       | 龜山                       | 後三條、白川            |
| 鷹司基忠                 | 弘長2年1月26日 （1262年2月16日）     | 文永2年10月5日 （1265年11月14日）      | 龜山                       | 圓光院                  |
| 大炊御門冬忠             | 文永2年10月5日 （1265年11月14日）    | 文永4年1月19日 （1267年2月14日）       | 龜山                       | 香隆寺                  |
| 一條家經                 | 文永4年2月23日 （1267年3月20日）     | 文永5年12月2日 （1269年1月5日）        | 龜山                       | 後光明峰寺              |
| 花山院通雅               | 文永5年12月2日 （1269年1月5日）      | 文永6年4月23日 （1269年5月25日）       | 龜山                       | 後花山院                |
| 中院通成                 | 文永6年4月23日 （1269年5月25日）     | 文永6年11月9日 （1269年12月3日）       | 龜山                       | 三條、中院              |
| 二條師忠                 | 文永6年11月28日 （1269年12月22日）   | 文永8年3月27日 （1271年5月7日）        | 龜山                       | 香園院                  |
| 花山院師繼               | 文永8年3月27日 （1271年5月7日）      | 建治元年12月8日 （1275年12月26日）     | 龜山、後宇多               | 花山院                  |
| 近衛家基                 | 建治元年12月22日 （1276年1月9日）    | 正應元年7月11日 （1288年8月9日）       | 後宇多、伏見               | 高山寺、淨妙寺          |
| 久我通基                 | 正應元年7月11日 （1288年8月9日）     | 正應元年10月27日 （1288年11月22日）    | 伏見                       | 後久我                  |
| 鷹司兼忠                 | 正應元年10月27日 （1288年11月22日）  | 正應2年10月18日 （1289年11月2日）      | 伏見                       | 猪隈、歓喜園院          |
| 西園寺實兼               | 正應2年10月18日 （1289年11月2日）    | 正應3年4月25日 （1290年6月4日）        | 伏見                       | 後西園寺                |
| 大炊御門信嗣             | 正應3年6月8日 （1290年7月15日）      | 正應3年12月20日 （1291年1月21日）      | 伏見                       | 嵯峨                    |
| 洞院公守                 | 正應3年12月25日 （1291年1月26日）    | 正應4年7月2日 （1291年7月28日）        | 伏見                       | 山本、正親町            |
| 二條兼基                 | 正應4年7月29日 （1291年8月24日）     | 正應4年12月25日 （1292年1月16日）      | 伏見                       | 光明照院                |
| 德大寺公孝               | 正應4年12月25日 （1292年1月16日）    | 正應5年8月8日 （1292年9月20日）        | 伏見                       | 後德大寺                |
| 三條實重                 | 正應5年11月5日 （1292年12月14日）    | 正應6年1月21日 （1293年2月28日）       | 伏見                       | 三條                    |
| 九條師教                 | 正應6年1月28日 （1293年3月7日）      | 永仁4年12月27日 （1297年1月21日）      | 伏見                       | 淨土寺、己心院          |
| 土御門定實               | 永仁4年12月27日 （1297年1月21日）    | 永仁5年10月16日 （1297年11月2日）      | 伏見                       | 土御門                  |
| 久我通雄                 | 永仁5年10月16日 （1297年11月2日）    | 永仁6年6月12日 （1298年7月21日）       | 伏見                       | 中院                    |
| 西園寺公衡               | 永仁6年6月23日 （1298年8月1日）      | 正安元年4月26日 （1299年5月26日）      | 伏見、後伏見               | 竹林院                  |
| 鷹司冬平                 | 正安元年4月26日 （1299年5月26日）    | 乾元元年11月22日 （1302年12月11日）    | 後伏見、後二條             | 後照念院                |
| 一條內實                 | 乾元元年11月22日 （1302年12月11日）  | 嘉元2年12月17日* （1305年1月13日）     | 後二條                     | 棲心院                  |
| 近衛家平                 | 嘉元3年1月29日 （1305年2月23日）     | 嘉元3年閏12月21日 （1306年2月5日）     | 後二條                     | 岡本                    |
| 一條實家                 | 嘉元3年閏12月21日 （1306年2月5日）   | 嘉元4年12月6日 （1307年1月10日）       | 後二條                     | 一條                    |
| 二條道平                 | 嘉元4年12月6日 （1307年1月10日）     | 延慶2年10月15日 （1309年11月17日）     | 後二條、花園               | 後光明照院              |
| 近衛經平                 | 延慶2年10月15日 （1309年11月17日）   | 正和2年12月26日 （1314年1月12日）      | 花園                       | 後淨妙寺                |
| 堀川具守                 | 正和2年12月26日 （1314年1月12日）    | 正和3年12月2日 （1315年1月8日）        | 花園                       | 堀川、後岩倉            |
| 洞院實泰                 | 正和4年3月13日 （1315年4月17日）     | 正和5年10月22日 （1316年11月7日）      | 花園                       | 後山本                  |
| 西園寺公顯               | 正和5年10月22日 （1316年11月7日）    | 文保元年6月21日 （1317年7月30日）      | 花園                       | 今出河                  |
| 三條公茂                 | 文保元年6月21日 （1317年7月30日）    | 文保2年8月15日 （1318年9月10日）       | 花園、後醍醐               | 押小路                  |
| 一條內經                 | 文保2年8月24日 （1318年9月19日）     | 元應元年6月27日 （1319年7月15日）      | 後醍醐                     | 芬陀利華院              |
| 六條有房                 | 元應元年6月28日 （1319年7月16日）    | 元應元年7月1日 （1319年7月18日）       | 後醍醐                     | 六條                    |
| 中院通重                 | 元應元年閏7月28日 （1319年9月12日）  | 元應元年10月18日 （1319年11月30日）    | 後醍醐                     | 後三條、後中院          |
| 花山院師信               | 元應元年10月18日 （1319年11月30日）  | 元亨元年11月1日* （1321年11月20日）    | 後醍醐                     | 後花山院                |
| 大炊御門冬氏             | 元亨2年6月29日 （1322年8月12日）     | 元亨2年8月8日 （1322年9月19日）        | 後醍醐                     | 光福寺                  |
| 鷹司冬教                 | 元亨2年8月11日 （1322年9月22日）     | 元亨4年4月27日 （1324年5月20日）       | 後醍醐                     | 後圓光院                |
| 西園寺實衡               | 元亨4年4月27日 （1324年5月20日）     | 嘉曆元年10月23日 （1326年11月18日）    | 後醍醐                     | 今出川                  |
| 近衛基嗣                 | 嘉曆元年11月1日 （1326年11月26日）   | 元德2年2月26日 （1330年3月16日）       | 後醍醐                     | 後岡屋                  |
| 久我長通                 | 元德2年2月26日 （1330年3月16日）     | 元德2年3月5日 （1330年3月24日）        | 後醍醐                     | 後中院                  |
| 洞院公賢                 | 元德2年3月5日 （1330年3月24日）      | 元德3年2月1日 （1331年3月10日）        | 後醍醐                     | 中園                    |
| 大宮季衡                 | 元德3年2月1日 （1331年3月10日）      | 正慶元年10月14日 （1332年11月2日）     | 後醍醐、光厳               | 大宮                    |
| 中院通顯                 | 正慶元年10月14日 （1332年11月2日）   | 正慶2年5月8日 （1333年6月20日）        | 光厳                       | 如法三寶院              |
| 洞院公賢 （還任）        | 元弘3年6月12日 （1333年7月24日）     | 建武元年9月9日 （1334年10月7日）       | 後醍醐                     | 中園                    |
| 吉田定房                 | 建武元年9月9日 （1334年10月7日）     | 建武2年2月16日 （1335年3月11日）       | 後醍醐                     | 吉田                    |
| 一條經通                 | 建武2年2月16日 （1335年3月11日）     | 建武4年7月12日 （1337年8月8日）        | 後醍醐、光明               | 後芬陀利華院            |
| 鷹司師平                 | 建武4年7月12日 （1337年8月8日）      | 曆應2年12月27日 （1340年1月26日）      | 光明                       | 昭光院                  |
| 堀川具親                 | 曆應2年12月27日 （1340年1月26日）    | 曆應3年7月8日 （1340年8月1日）         | 光明                       | 堀川                    |
| 二條良基                 | 曆應3年7月19日 （1340年8月12日）     | 康永2年4月10日 （1343年5月4日）        | 光明                       | 後普光園院              |
| 三條實忠                 | 康永2年4月10日 （1343年5月4日）      | 康永4年9月8日 （1345年10月4日）        | 光明                       | 後三條                  |
| 大炊御門冬信             | 康永4年9月8日 （1345年10月4日）      | 貞和2年2月18日 （1346年3月11日）       | 光明                       | 随心自由院              |
| 德大寺公清               | 貞和2年2月18日 （1346年3月11日）     | 貞和3年8月16日 （1347年9月21日）       | 光明                       | 後野宮                  |
| 近衛道嗣                 | 貞和3年9月16日 （1347年10月20日）    | 貞和5年9月13日 （1349年10月25日）      | 光明、崇光                 | 後深心院                |
| 西園寺公重               | 貞和5年9月13日 （1349年10月25日）    | 觀應2年4月10日 （1351年5月6日）        | 崇光                       | 竹林院                  |
| 花山院長定               | 觀應2年6月26日 （1351年7月19日）     | 觀應2年9月19日 （1351年10月9日）       | 崇光                       | 護法院                  |
| 正親町三條公秀           | 文和元年11月27日 （1353年1月3日）    | 文和2年7月2日 （1353年8月1日）         | 後光厳                     | 正親町、八條            |
| 久我通相                 | 延文元年7月21日 （1356年8月17日）    | 延文5年9月30日 （1360年11月9日）       | 後光厳                     | 千種                    |
| 三條公忠                 | 延文5年9月30日 （1360年11月9日）     | 貞治元年12月20日 （1363年1月5日）      | 後光厳                     | 後押小路                |
| 洞院實夏                 | 貞治2年3月29日 （1363年5月13日）     | 貞治3年2月19日 （1364年3月23日）       | 後光厳                     | 後山階                  |
| 西園寺實俊               | 貞治3年3月14日 （1364年4月16日）     | 貞治5年8月29日 （1366年10月4日）       | 後光厳                     | 後常盤井                |
| 二條師良                 | 貞治5年8月29日 （1366年10月4日）     | 貞治6年9月29日 （1367年10月23日）      | 後光厳                     | 是心院                  |
| 正親町三條實繼           | 貞治6年9月29日 （1367年10月23日）    | 應安3年3月16日 （1370年4月12日）       | 後光厳                     | 後八條                  |
| 勸修寺經顯               | 應安3年3月16日 （1370年4月12日）     | 應安4年7月12日 （1371年8月22日）       | 後光厳、後圓融             | 芝山、後勸修寺          |
| 近衛兼嗣                 | 永和元年11月18日 （1375年12月11日）  | 永和4年8月27日 （1378年9月19日）       | 後圓融                     | 後六條                  |
| 今出川公直               | 永和4年8月27日 （1378年9月19日）     | 永德元年7月 （1381年－月）             | 後圓融                     | 今出川                  |
| 足利義滿                 | 永德元年7月23日 （1381年8月13日）    | 永德2年1月26日 （1382年2月9日）        | 後圓融                     | 鹿苑院 室町幕府3代将軍  |
| 德大寺實時               | 永德2年1月26日 （1382年2月9日）      | 嘉慶2年5月26日 （1388年6月30日）       | 後圓融、後小松             | 野宮                    |
| 一條經嗣                 | 嘉慶2年5月26日 （1388年6月30日）     | 明德5年6月5日 （1394年7月3日）         | 後小松                     | 成恩寺                  |
| 四辻善成                 | 明德5年6月5日 （1394年7月3日）       | 應永元年12月25日 （1395年1月16日）     | 後小松                     | 四辻、松岩寺            |
| 花山院通定               | 應永元年12月25日 （1395年1月16日）   | 應永2年3月24日 （1395年4月14日）       | 後小松                     | 如住院                  |
| 洞院公定                 | 應永2年3月24日 （1395年4月14日）     | 應永2年9月12日 （1395年10月25日）      | 後小松                     | 後中園                  |
| 正親町三條公豐           | 應永2年9月12日 （1395年10月25日）    | 應永2年11月28日 （1396年1月9日）       | 後小松                     | 稱名院                  |
| 三條實冬                 | 應永2年12月27日 （1396年2月6日）     | 應永3年7月24日 （1396年8月27日）       | 後小松                     | 後三條                  |
| 萬里小路嗣房             | 應永3年7月24日 （1396年8月27日）     | 應永3年10月5日 （1396年11月6日）       | 後小松                     | 冷誉院                  |
| 九條教嗣                 | 應永3年10月21日 （1396年11月22日）   | 應永6年2月22日 （1399年3月29日）       | 後小松                     | 中山                    |
| 近衛良嗣                 | 應永6年2月22日 （1399年3月29日）     | 應永9年8月22日 （1402年9月19日）       | 後小松                     | 後普賢寺                |
| 今出川公行               | 應永9年8月22日 （1402年9月19日）     | 應永10年8月19日 （1403年9月5日）       | 後小松                     | 後今出川                |
| 二條滿基                 | 應永10年8月19日 （1403年9月5日）     | 應永16年3月21日 （1409年4月6日）       | 後小松                     | 福照院                  |
| 足利義持                 | 應永16年7月23日 （1409年9月2日）     | 應永26年8月29日 （1419年9月18日）      | 後小松、稱光               | 勝定院 室町幕府4代将軍  |
| 西園寺實永               | 應永26年12月5日 （1419年12月21日）   | 應永27年閏1月13日 （1420年2月26日）    | 稱光                       | 慶寿院                  |
| 三條公光                 | 應永27年閏1月13日 （1420年2月26日）  | 應永27年12月5日 （1421年1月8日）       | 稱光                       | 後白川                  |
| 大炊御門宗氏             | 應永27年12月5日 （1421年1月8日）     | 應永28年4月6日* （1421年5月7日）       | 稱光                       | 瑞慶院                  |
| 一條兼良                 | 應永28年7月5日 （1421年8月3日）      | 應永31年4月20日 （1424年5月18日）      | 稱光                       | 後成恩寺                |
| 洞院滿季                 | 應永31年4月20日 （1424年5月18日）    | 應永33年7月24日 （1426年8月27日）      | 稱光                       | 西山                    |
| 近衛房嗣                 | 應永33年7月24日 （1426年8月27日）    | 正長2年8月4日 （1429年9月2日）         | 稱光、後花園               | 後知足院                |
| 久我清通                 | 正長2年8月4日 （1429年9月2日）       | 永享4年7月25日 （1432年8月21日）       | 後花園                     | 後久世                  |
| 足利義教                 | 永享4年7月25日 （1432年8月21日）     | 永享4年8月28日 （1432年9月22日）       | 後花園                     | 普廣院 室町幕府6代将軍  |
| 大炊御門信宗             | 永享4年8月28日 （1432年9月22日）     | 永享5年10月4日 （1433年11月15日）      | 後花園                     | 後瑞慶院                |
| 鷹司房平                 | 永享7年4月22日 （1435年5月20日）     | 永享10年9月4日 （1438年9月23日）       | 後花園                     | 後昭光院                |
| 西園寺公名               | 永享10年9月4日 （1438年9月23日）     | 嘉吉元年11月 （1441年12月）            | 後花園                     | 觀音寺                  |
| 花山院持忠               | 嘉吉元年12月7日 （1442年1月18日）    | 嘉吉3年6月 （1443年－月）              | 後花園                     | 鳳栖院                  |
| 萬里小路時房             | 文安2年12月29日 （1446年1月26日）    | 文安3年1月16日 （1446年2月11日）       | 後花園                     | 建聖院                  |
| 洞院實熙                 | 文安3年1月29日 （1446年2月24日）     | 寶德2年5月7日 （1450年6月16日）        | 後花園                     | 東山                    |
| 三條西公保               | 寶德2年5月14日 （1450年6月23日）     | 寶德2年6月22日 （1450年7月30日）       | 後花園                     | 後稱名院                |
| 三條實量                 | 寶德2年6月27日 （1450年8月4日）      | 享德元年10月3日 （1452年11月14日）     | 後花園                     | 後三條                  |
| 一條教房                 | 享德元年10月10日 （1452年11月21日）  | 康正元年8月27日 （1455年10月8日）      | 後花園                     | 妙華寺                  |
| 近衛教基                 | 康正元年8月27日 （1455年10月8日）    | 康正3年9月8日 （1457年9月26日）        | 後花園                     | 後九條                  |
| 正親町三條實雅           | 康正3年9月8日 （1457年9月26日）      | 長祿2年3月5日 （1458年4月18日）        | 後花園                     | 青蓮華院                |
| 足利義政                 | 長祿2年7月25日 （1458年9月2日）      | 長祿4年8月27日 （1460年9月12日）       | 後花園                     | 慈照院 室町幕府8代将軍  |
| 德大寺公有               | 長祿4年8月27日 （1460年9月12日）     | 寬正2年7月23日 （1461年8月28日）       | 後花園                     | 後野宮                  |
| 久我通尚                 | 寬正2年8月11日 （1461年9月15日）     | 寬正5年1月 （1464年－月）              | 後花園                     | 東久世                  |
| 九條政忠                 | 寬正5年7月5日 （1464年8月7日）       | 寬正6年9月 （1465年－月）              | 後花園、後土御門           | 普門寺                  |
| 今出川教季               | 寬正6年9月26日 （1465年10月16日）    | 寬正7年2月8日 （1466年2月22日）        | 後土御門                   | 法雲院                  |
| 西園寺實遠               | 文正元年閏2月5日 （1466年3月21日）   | 文正2年1月 （1467年－月）              | 後土御門                   | 後竹林院                |
| 日野勝光                 | 文正2年2月6日 （1467年3月11日）      | 應仁2年12月12日 （1469年1月24日）      | 後土御門                   | 唯稱院                  |
| 鷹司政平                 | 應仁2年12月29日 （1469年2月10日）    | 文明7年3月10日 （1475年4月15日）       | 後土御門                   | 専稱院                  |
| 近衛政家                 | 文明7年3月10日 （1475年4月15日）     | 文明8年8月28日 （1476年9月16日）       | 後土御門                   | 後法興院                |
| 三條公敦                 | 文明8年8月28日 （1476年9月16日）     | 文明11年4月19日 （1479年5月10日）      | 後土御門                   | 龍翔院                  |
| 大炊御門信量             | 文明11年4月19日 （1479年5月10日）    | 文明13年5月23日 （1481年6月20日）      | 後土御門                   | 深草                    |
| 德大寺實淳               | 文明13年6月8日 （1481年7月4日）      | 文明17年3月24日 （1485年4月9日）       | 後土御門                   | 禅光院                  |
| 中院通秀                 | 文明17年3月25日 （1485年4月10日）    | 文明17年3月27日 （1485年4月12日）      | 後土御門                   | 十輪院                  |
| 花山院政長               | 文明17年閏3月10日 （1485年4月24日）  | 文明18年12月19日 （1487年1月13日）     | 後土御門                   | 後鳳栖院                |
| 一條冬良                 | 文明18年12月19日 （1487年1月13日）   | 長享2年9月17日 （1488年10月21日）      | 後土御門                   | 後妙華寺                |
| 足利義熙                 | 長享2年9月17日 （1488年10月21日）    | 長享3年3月26日* （1489年4月26日）      | 後土御門                   | 常德院 室町幕府9代将軍  |
| 今出川公興               | 長享3年7月8日 （1489年8月4日）       | 延德3年3月15日 （1491年4月23日）       | 後土御門                   | 後法雲院                |
| 二條尚基                 | 延德3年4月5日 （1491年5月13日）      | 明應6年5月10日 （1497年6月10日）       | 後土御門                   | 後如法寿院              |
| 久我豐通                 | 明應6年6月18日 （1497年7月17日）     | 明應8年5月28日 （1499年7月6日）        | 後土御門                   | 志禅院                  |
| 九條尚經                 | 明應8年8月13日 （1499年9月18日）     | 明應10年2月19日 （1501年3月8日）       | 後土御門、後柏原           | 後慈眼院                |
| 西園寺公藤               | 文龜元年3月18日 （1501年4月5日）     | 永正3年2月5日 （1506年2月27日）        | 後柏原                     | 得生院                  |
| 三條西實隆               | 永正3年2月5日 （1506年2月27日）      | 永正3年4月5日 （1506年4月27日）        | 後柏原                     | 逍遥院                  |
| 鷹司兼輔                 | 永正3年4月16日 （1506年5月8日）      | 永正4年4月6日 （1507年5月17日）        | 後柏原                     | 法音院                  |
| 三條實香                 | 永正4年4月9日 （1507年5月20日）      | 永正12年4月16日 （1515年5月29日）      | 後柏原                     | 後淨土寺                |
| 正親町三條實望           | 永正12年4月16日 （1515年5月29日）    | 永正12年12月6日 （1516年1月9日）       | 後柏原                     | 慈光院                  |
| 二條尹房                 | 永正12年12月9日 （1516年1月12日）    | 永正15年5月28日 （1518年7月5日）       | 後柏原                     | 後大染金剛院            |
| 大炊御門經名             | 永正15年5月28日 （1518年7月5日）     | 永正18年7月1日 （1521年8月3日）        | 後柏原                     | 自性院                  |
| 德大寺公胤               | 永正18年7月1日 （1521年8月3日）      | 大永3年3月9日 （1523年3月25日）        | 後柏原                     | 後野宮                  |
| 久我通言                 | 大永3年3月9日 （1523年3月25日）      | 享祿元年8月20日 （1528年9月3日）       | 後柏原、後奈良             | 陽春院                  |
| 九條稙通                 | 享祿元年8月20日 （1528年9月3日）     | 天文3年11月21日 （1534年12月26日）     | 後奈良                     | 東光院                  |
| 西園寺實宣               | 天文4年12月4日 （1535年12月28日）    | 天文6年12月21日 （1538年1月21日）      | 後奈良                     | 後觀音寺                |
| 一條房通                 | 天文8年8月10日 （1539年9月22日）     | 天文10年1月12日 （1541年2月7日）       | 後奈良                     | 唯心院                  |
| 三條西公條               | 天文10年1月12日 （1541年2月7日）     | 天文10年3月17日 （1541年4月13日）      | 後奈良                     | 稱名院                  |
| 三條公賴                 | 天文10年3月28日 （1541年4月24日）    | 天文12年7月28日 （1543年8月28日）      | 後奈良                     | 後龍翔院                |
| 今出川公彦               | 天文12年7月28日 （1543年8月28日）    | 天文14年6月2日 （1545年7月10日）       | 後奈良                     | 上善院                  |
| 二條晴良                 | 天文14年6月2日 （1545年7月10日）     | 天文15年3月13日 （1546年4月13日）      | 後奈良                     | 淨明珠院                |
| 萬里小路秀房             | 天文15年3月13日 （1546年4月13日）    | 天文15年7月27日 （1546年8月23日）      | 後奈良                     | 能証院                  |
| 一條兼冬                 | 天文15年7月27日 （1546年8月23日）    | 天文16年2月17日 （1547年3月8日）       | 後奈良                     | 後圓明寺                |
| 近衛晴嗣                 | 天文16年2月17日 （1547年3月8日）     | 天文22年1月26日 （1553年2月8日）       | 後奈良                     | 東求院                  |
| 西園寺公朝               | 天文22年1月26日 （1553年2月8日）     | 天文23年4月11日 （1554年5月12日）      | 後奈良                     | 慈光院                  |
| 正親町三條公兄           | 天文23年4月11日 （1554年5月12日）    | 天文23年4月27日 （1554年5月28日）      | 後奈良                     | 廓然院                  |
| 花山院家輔               | 弘治3年3月23日 （1557年4月22日）     | 弘治3年9月2日 （1557年9月24日）        | 後奈良                     | 法雲院                  |
| 廣橋兼秀                 | 弘治3年9月2日 （1557年9月24日）      | 弘治3年9月5日 （1557年9月27日）        | 後奈良                     | 如雲院                  |
| （中院通為）             | 永祿8年9月3日* （1565年9月26日）     | 永祿8年9月3日* （1565年9月26日）       | 正親町                     | 慈西院                  |
| 勸修寺尹豐               | 元龜3年閏1月6日 （1572年2月19日）    | 元龜3年閏1月13日 （1572年2月26日）     | 正親町                     | 長寿院                  |
| 萬里小路惟房             | 元龜4年6月9日* （1573年7月7日）      | 元龜4年6月9日* （1573年7月7日）        | 正親町                     | 崇恩院                  |
| 一條內基                 | 天正3年11月14日 （1575年12月16日）   | 天正4年11月21日 （1576年12月11日）     | 正親町                     | 自淨心院                |
| 織田信長                 | 天正4年11月21日 （1576年12月11日）   | 天正5年11月20日 （1577年12月29日）     | 正親町                     | 総見院                  |
| 二條昭實                 | 天正5年11月20日 （1577年12月29日）   | 天正7年1月20日 （1579年2月15日）       | 正親町                     | 後中院                  |
| 三條西實枝               | 天正7年1月20日 （1579年2月15日）     | 天正7年1月22日 （1579年2月17日）       | 正親町                     | 三光院                  |
| 今出川晴季               | 天正7年1月27日 （1579年2月22日）     | 天正8年2月21日 （1580年3月6日）        | 正親町                     | 景光院                  |
| 德大寺公維               | 天正8年2月21日 （1580年3月6日）      | 天正8年7月8日 （1580年8月18日）        | 正親町                     | 雲厳院                  |
| 今出川晴季 （還任）      | 天正8年7月8日 （1580年8月18日）      | 天正8年11月3日 （1580年12月9日）       | 正親町                     | 景光院                  |
| 近衛信輔                 | 天正8年11月3日 （1580年12月9日）     | 天正13年3月10日 （1585年4月9日）       | 正親町                     | 三藐院                  |
| 豐臣秀吉                 | 天正13年3月10日 （1585年4月9日）     | 天正14年12月19日 （1587年1月27日）     | 正親町、後陽成             | 國泰祐松院              |
| 織田信雄                 | 天正15年11月19日 （1587年12月18日）  | 天正18年8月 （1590年－月）             | 後陽成                     | 德源院                  |
| （三条西公國）           | 天正15年12月9日* （1588年1月7日）    | 天正15年12月9日* （1588年1月7日）      | 後陽成                     | 圓智院                  |
| 豐臣秀次                 | 天正19年12月4日 （1592年1月18日）    | 天正20年1月29日 （1592年3月12日）      | 後陽成                     | 瑞泉寺                  |
| 德川家康                 | 文祿5年5月8日 （1596年6月3日）       | 慶長8年2月12日 （1603年3月24日）       | 後陽成                     | 安國院 江戶幕府初代将軍 |
| 豐臣秀賴                 | 慶長8年4月22日 （1603年6月1日）      | 慶長10年4月12日 （1605年5月29日）      | 後陽成                     | 嵩陽寺                  |
| 德川秀忠                 | 慶長10年4月16日 （1605年6月2日）     | 慶長11年9月 （1606年10月）             | 後陽成                     | 台德院 江戶幕府2代将軍  |
| 鷹司信房                 | 慶長11年9月22日 （1606年10月23日）   | 慶長11年11月10日 （1606年12月9日）     | 後陽成                     | 後法音院                |
| 鷹司信尚                 | 慶長16年3月12日 （1611年4月24日）    | 慶長17年3月18日 （1612年4月18日）      | 後陽成、後水尾             | 景皓院                  |
| 近衛信尋                 | 慶長17年4月26日 （1612年5月26日）    | 慶長19年1月14日 （1614年2月22日）      | 後水尾                     | 本源自性院              |
| 西園寺實益               | 慶長19年1月14日 （1614年2月22日）    | 元和4年11月14日 （1618年12月30日）     | 後水尾                     | 一真院                  |
| 廣橋兼勝                 | 元和4年11月14日 （1618年12月30日）   | 元和5年2月17日 （1619年4月1日）        | 後水尾                     | 後是稱院                |
| 花山院定熙               | 元和5年2月17日 （1619年4月1日）      | 元和5年12月28日 （1620年2月1日）       | 後水尾                     | 霜松院                  |
| 一條兼遐                 | 元和5年12月28日 （1620年2月1日）     | 元和7年1月12日 （1621年3月5日）        | 後水尾                     | 智德院                  |
| 二條康道                 | 元和7年1月12日 （1621年3月5日）      | 寬永6年9月13日 （1629年10月29日）      | 後水尾                     | 後淨明珠院              |
| 三條西實條               | 寬永6年11月6日 （1629年12月20日）    | 寬永8年12月6日 （1632年1月27日）       | 後水尾、明正               | 香雲院                  |
| 西園寺公益               | 寬永8年12月15日 （1632年2月5日）     | 寬永9年1月6日 （1632年2月25日）        | 明正                       | 真空院                  |
| 鷹司教平                 | 寬永9年1月9日 （1632年2月28日）      | 寬永9年12月28日 （1633年2月6日）       | 明正                       | 一致院                  |
| 九條道房                 | 寬永9年12月28日 （1633年2月6日）     | 寬永17年11月3日 （1640年12月15日）     | 明正                       | 後淨土寺                |
| 近衛尚嗣                 | 寬永17年11月3日 （1640年12月15日）   | 寬永18年12月2日 （1642年1月2日）       | 明正                       | 妙有真空院              |
| 二條光平                 | 寬永18年12月2日 （1642年1月2日）     | 正保4年7月3日 （1647年8月3日）         | 明正、後光明               | 後是心院                |
| 中院通村                 | 正保4年7月28日 （1647年8月28日）     | 正保4年11月18日 （1647年12月14日）     | 後光明                     | 後十輪院                |
| 三條實秀                 | 正保5年閏1月20日 （1648年3月14日）   | 慶安元年12月13日 （1649年1月25日）     | 後光明                     | 己心院                  |
| 花山院定好               | 慶安2年2月25日 （1649年4月6日）      | 慶安2年9月30日 （1649年11月4日）       | 後光明                     | 淳貞院                  |
| 西園寺實晴               | 慶安2年12月2日 （1650年1月4日）      | 慶安3年閏10月23日 （1650年12月16日）   | 後光明                     | 大忠院                  |
| 一條教輔                 | 慶安3年12月21日 （1651年2月11日）    | 承應4年1月25日 （1655年3月3日）        | 後光明、後西               | 後唯心院                |
| 德大寺公信               | 承應4年1月25日 （1655年3月3日）      | 明曆2年5月3日 （1656年6月25日）        | 後西                       | 正桂院                  |
| 大炊御門經孝             | 明曆2年6月1日 （1656年7月22日）      | 明曆2年12月1日 （1657年1月15日）       | 後西                       | 後光福寺                |
| 三條公富                 | 明曆2年12月26日 （1657年2月9日）     | 萬治元年9月6日 （1658年10月2日）       | 後西                       | 唯心院                  |
| 鷹司房輔                 | 萬治元年9月11日 （1658年10月7日）    | 寬文元年5月23日 （1661年6月19日）      | 後西                       | 後景皓院                |
| 清閑寺共房               | 寬文元年5月23日 （1661年6月19日）    | 寬文元年7月24日 （1661年8月18日）      | 後西                       | 清德院                  |
| 久我廣通                 | 寬文元年9月23日 （1661年11月14日）   | 寬文3年2月16日 （1663年3月25日）       | 後西、靈元                 | 妙雲院                  |
| 九條兼晴                 | 寬文4年5月2日 （1664年5月27日）      | 寬文5年3月6日 （1665年4月21日）        | 靈元                       | 後往生院                |
| 近衛基熙                 | 寬文5年6月1日 （1665年7月13日）      | 寬文11年5月25日 （1671年7月1日）       | 靈元                       | 應圓滿院                |
| 德大寺實維               | 寬文11年8月5日 （1671年9月7日）      | 寬文12年1月30日 （1672年2月28日）      | 靈元                       | 温潤院                  |
| 一條內房                 | 寬文12年閏6月29日 （1672年8月21日）  | 延寶5年12月24日 （1678年1月17日）      | 靈元                       | 圓成寺                  |
| 大炊御門經光             | 延寶5年12月26日 （1678年1月19日）    | 延寶9年7月10日 （1681年8月23日）       | 靈元                       | 後香隆寺                |
| 鷹司兼熙                 | 延寶9年7月10日 （1681年8月23日）     | 天和3年1月13日 （1683年2月9日）        | 靈元                       | 心空華院                |
| 今出川公規               | 天和3年1月13日 （1683年2月9日）      | 貞享元年11月19日 （1684年12月25日）    | 靈元                       | 一林院                  |
| 花山院定誠               | 貞享元年12月12日 （1685年1月16日）   | 貞享3年3月24日 （1686年4月16日）       | 靈元                       | 文恭院                  |
| 近衛家熙                 | 貞享3年3月26日 （1686年4月18日）     | 貞享5年2月1日 （1688年3月2日）         | 靈元、東山                 | 予樂院                  |
| 松木宗條                 | 貞享5年2月1日 （1688年3月2日）       | 貞享5年2月16日 （1688年3月17日）       | 東山                       | 浩妙院                  |
| 近衛家熙 （還任）        | 貞享5年2月16日 （1688年3月17日）     | 元祿6年8月7日 （1693年9月6日）         | 東山                       | 予樂院                  |
| 三條實治                 | 元祿6年8月7日 （1693年9月6日）       | 元祿6年12月16日 （1694年1月11日）      | 東山                       | 暁心院                  |
| 九條輔實                 | 元祿6年12月18日 （1694年1月13日）    | 元祿17年2月5日 （1704年3月10日）       | 東山                       | 後洞院                  |
| 中院通茂                 | 元祿17年2月23日 （1704年3月28日）    | 元祿17年2月26日 （1704年3月31日）      | 東山                       | 渓雲院                  |
| 二條綱平                 | 元祿17年2月26日 （1704年3月31日）    | 寶永5年1月21日 （1708年2月12日）       | 東山                       | 圓覺敬信院              |
| 今出川伊季               | 寶永5年1月21日 （1708年2月12日）     | 寶永6年2月26日 （1709年4月5日）        | 東山                       | 深修院                  |
| 久我通誠                 | 寶永6年3月18日 （1709年4月27日）     | 寶永8年2月25日 （1711年4月12日）       | 東山、中御門               | 得自性寺                |
| 近衛家久                 | 寶永8年2月25日 （1711年4月12日）     | 正德5年8月12日 （1715年9月9日）        | 中御門                     | 如是觀院                |
| 二條吉忠                 | 正德5年8月12日 （1715年9月9日）      | 享保4年11月30日 （1720年1月9日）       | 中御門                     | 安祥院                  |
| 德大寺公全               | 享保4年11月30日 （1720年1月9日）     | 享保4年11月30日 （1720年1月9日）       | 中御門                     | 天性院                  |
| 二條吉忠 （還任）        | 享保4年12月1日 （1720年1月10日）     | 享保7年5月3日 （1722年6月16日）        | 中御門                     | 安祥院                  |
| 一條兼香                 | 享保7年5月3日 （1722年6月16日）      | 享保8年2月1日 （1723年3月7日）         | 中御門                     | 後圓成寺                |
| 櫛笥隆賀                 | 享保8年2月1日 （1723年3月7日）       | 享保8年2月4日 （1723年3月10日）        | 中御門                     | 成足院                  |
| 廣幡豐忠                 | 享保8年2月4日 （1723年3月10日）      | 享保8年2月8日 （1723年3月14日）        | 中御門                     | 自淨光院                |
| 一條兼香 （還任）        | 享保8年2月8日 （1723年3月14日）      | 享保11年9月15日 （1726年10月10日）     | 中御門                     | 後圓成寺                |
| 松木宗顯                 | 享保11年9月15日 （1726年10月10日）   | 享保11年9月18日 （1726年10月13日）     | 中御門                     | 九品院                  |
| 中院通躬                 | 享保11年9月18日 （1726年10月13日）   | 享保11年9月21日 （1726年10月16日）     | 中御門                     | 歓喜光院                |
| 九條幸教                 | 享保11年9月21日 （1726年10月16日）   | 享保13年5月23日 （1728年6月30日）      | 中御門                     | 無量信院                |
| 西園寺致季               | 享保13年7月1日 （1728年8月6日）      | 享保13年7月27日 （1728年9月1日）       | 中御門                     | 圓寿光院                |
| 醍醐冬熙                 | 享保13年7月27日 （1728年9月1日）     | 享保13年10月26日 （1728年11月27日）    | 中御門                     | 後信性普明寺            |
| 鷹司房熙                 | 享保13年10月26日 （1728年11月27日）  | 享保15年4月24日* （1730年6月9日）      | 中御門                     | 清淨林院                |
| 久我惟通                 | 享保15年7月22日 （1730年9月4日）     | 享保21年1月23日 （1736年3月5日）       | 中御門、櫻町               | 後志禅院                |
| 花山院常雅               | 享保21年1月23日 （1736年3月5日）     | 元文2年6月29日 （1737年7月26日）       | 櫻町                       | 順正院                  |
| 二條宗熙                 | 元文2年6月29日 （1737年7月26日）     | 元文3年1月24日 （1738年3月14日）       | 櫻町                       | 常觀喜院                |
| 一條道香                 | 元文3年1月24日 （1738年3月14日）     | 元文3年8月19日 （1738年10月2日）       | 櫻町                       | 得成寺                  |
| 花山院常雅 （還任）      | 元文3年8月19日 （1738年10月2日）     | 元文4年2月3日 （1739年3月12日）        | 櫻町                       | 順正院                  |
| 九條稙基                 | 元文4年2月3日 （1739年3月12日）      | 寬保3年2月21日 （1743年3月16日）       | 櫻町                       | 後東光院                |
| 鷹司基輝                 | 寬保3年5月12日 （1743年7月3日）      | 寬保3年5月13日 （1743年7月4日）        | 櫻町                       | 住心院                  |
| 近衛內前                 | 寬保3年6月29日 （1743年8月18日）     | 延享2年閏12月24日 （1746年2月14日）    | 櫻町                       | 大解脱院                |
| 二條宗基                 | 延享2年閏12月24日 （1746年2月14日）  | 延享5年3月7日 （1748年4月4日）         | 櫻町、桃園                 | 後敬心院                |
| 烏丸光榮                 | 延享5年3月7日 （1748年4月4日）       | 延享5年3月9日 （1748年4月6日）         | 桃園                       | 不昧真院                |
| 二條宗基 （還任）        | 延享5年3月9日 （1748年4月6日）       | 寬延2年11月15日 （1749年12月24日）     | 桃園                       | 後敬心院                |
| 大炊御門經秀             | 寬延2年11月15日 （1749年12月24日）   | 寬延2年12月19日 （1750年1月26日）      | 桃園                       | 法台寺                  |
| 三條實顯                 | 寬延2年12月24日 （1750年1月31日）    | 寬延3年8月5日 （1750年9月5日）         | 桃園                       | 誠心院                  |
| 久我通兄                 | 寬延3年8月10日 （1750年9月10日）     | 寬延3年12月20日 （1751年1月17日）      | 桃園                       | 含華光院                |
| 九條尚實                 | 寬延3年12月21日 （1751年1月18日）    | 寶曆5年1月29日 （1755年3月11日）       | 桃園                       | 遍照金剛寺              |
| 醍醐兼潔                 | 寶曆5年1月29日 （1755年3月11日）     | 寶曆5年11月18日 （1755年12月20日）     | 桃園                       | 妙觀寺                  |
| 西園寺公晃               | 寶曆5年11月19日 （1755年12月21日）   | 寶曆6年5月8日 （1756年6月5日）         | 桃園                       | 遍照光院                |
| 鷹司輔平                 | 寶曆6年5月10日 （1756年6月7日）      | 寶曆9年11月26日 （1760年1月13日）      | 桃園                       | 後心空院                |
| 九條道前                 | 寶曆9年11月26日 （1760年1月13日）    | 明和7年閏6月5日* （1770年7月27日）     | 桃園、後櫻町               | 盛光院                  |
| 三條季晴                 | 明和7年8月4日 （1770年9月22日）      | 明和8年4月16日 （1771年5月29日）       | 後櫻町、後桃園             | 後誠心院                |
| 一條輝良                 | 明和8年4月18日 （1771年5月31日）     | 安永4年12月27日 （1776年1月18日）      | 後桃園                     | 後得成寺                |
| 廣幡前豐                 | 安永4年閏12月2日 （1776年1月22日）   | 安永4年閏12月11日 （1776年1月31日）    | 後桃園                     | 樂圓樹院                |
| 西園寺賞季               | 安永4年閏12月11日 （1776年1月31日）  | 安永4年閏12月24日 （1776年2月13日）    | 後桃園                     | 後大忠院                |
| 一條輝良 （還任）        | 安永4年閏12月24日 （1776年2月13日）  | 安永8年3月29日 （1779年5月15日）       | 後桃園                     | 後得成寺                |
| 近衛經熙                 | 安永8年3月29日 （1779年5月15日）     | 天明7年5月26日 （1787年7月11日）       | 後桃園、光格               | 後予樂院                |
| 大炊御門家孝             | 天明7年5月26日 （1787年7月11日）     | 寬政元年5月22日 （1789年6月15日）      | 光格                       | 瑶台寺                  |
| 鷹司政熙                 | 寬政元年5月22日 （1789年6月15日）    | 寬政3年11月28日 （1791年12月23日）     | 光格                       | 文思恭院                |
| 久我信通                 | 寬政3年11月28日 （1791年12月23日）   | 寬政4年1月6日 （1792年1月29日）        | 光格                       | 惟克念院                |
| 大炊御門家孝 （還任）    | 寬政4年1月6日 （1792年1月29日）      | 寬政4年1月14日 （1792年2月6日）        | 光格                       | 瑶台寺                  |
| 西園寺賞季 （還任）      | 寬政4年1月14日 （1792年2月6日）      | 寬政4年2月6日 （1792年2月27日）        | 光格                       | 後大忠院                |
| 一條忠良                 | 寬政4年2月6日 （1792年2月27日）      | 寬政8年12月22日 （1797年1月19日）      | 光格                       | 大勝寺                  |
| 三條實起                 | 寬政8年12月22日 （1797年1月19日）    | 寬政9年3月27日 （1797年4月23日）       | 光格                       | 後暁心院                |
| 二條齊通                 | 寬政9年3月27日 （1797年4月23日）     | 寬政10年5月21日* （1798年7月4日）      | 光格                       | 恭德院                  |
| 德大寺實祖               | 寬政10年7月19日 （1798年8月30日）    | 寬政10年12月13日 （1799年1月18日）     | 光格                       | 摩尼珠院                |
| 今出川實種               | 寬政10年12月13日 （1799年1月18日）   | 寬政11年3月16日 （1799年4月20日）      | 光格                       | 後一林院                |
| 近衛基前                 | 寬政11年3月16日 （1799年4月20日）    | 文化11年9月28日 （1814年11月9日）      | 光格                       | 証常樂院                |
| 花山院愛德               | 文化11年9月28日 （1814年11月9日）    | 文化12年2月26日 （1815年4月5日）       | 光格                       | 温恭院                  |
| 二條齊信                 | 文化12年2月26日 （1815年4月5日）     | 文政3年10月15日 （1820年11月20日）     | 光格、仁孝                 | 成德院                  |
| 三條公修                 | 文政3年10月15日 （1820年11月20日）   | 文政4年4月7日 （1821年5月8日）         | 仁孝                       | 後己心院                |
| 九條尚忠                 | 文政4年4月7日 （1821年5月8日）       | 文政7年1月5日 （1824年2月4日）         | 仁孝                       | 後遍照金剛寺            |
| 大炊御門經久             | 文政7年1月5日 （1824年2月4日）       | 文政7年5月18日 （1824年6月14日）       | 仁孝                       | 後瑶台寺                |
| 久我通明                 | 文政7年5月18日 （1824年6月14日）     | 文政7年6月4日 （1824年6月30日）        | 仁孝                       | 後陽春院                |
| 廣幡經豐                 | 文政7年6月4日 （1824年6月30日）      | 文政7年6月28日 （1824年7月24日）       | 仁孝                       | 瑞應華院                |
| 近衛忠熙                 | 文政7年6月28日 （1824年7月24日）     | 弘化4年6月15日 （1847年7月26日）       | 仁孝、孝明                 |                         |
| 花山院家厚               | 弘化4年6月15日 （1847年7月26日）     | 弘化4年12月27日 （1848年2月1日）       | 孝明                       | 寬恭院                  |
| 醍醐輝弘                 | 弘化4年12月27日 （1848年2月1日）     | 弘化5年2月11日 （1848年3月15日）       | 孝明                       | 後妙觀寺                |
| 德大寺實堅               | 弘化5年2月11日 （1848年3月15日）     | 嘉永元年3月21日 （1848年4月24日）      | 孝明                       | 後正桂院                |
| 鷹司輔熙                 | 嘉永元年3月21日 （1848年4月24日）    | 安政4年2月8日 （1857年3月3日）         | 孝明                       |                         |
| 廣幡基豐                 | 安政4年2月8日 （1857年3月3日）       | 安政4年5月15日 （1857年6月6日）        | 孝明                       | 大寶蔵院                |
| 三條實萬                 | 安政4年5月15日 （1857年6月6日）      | 安政5年3月21日 （1858年5月4日）        | 孝明                       |                         |
| 一條忠香                 | 安政5年3月21日 （1858年5月4日）      | 安政6年3月28日 （1859年4月30日）       | 孝明                       |                         |
| 二條齊敬                 | 安政6年3月28日 （1859年4月30日）     | 文久2年1月4日 （1862年2月2日）         | 孝明                       |                         |
| 久我建通                 | 文久2年1月4日 （1862年2月2日）       | 文久2年8月25日 （1862年9月18日）       | 孝明                       |                         |
| 德大寺公純               | 文久2年9月21日 （1862年11月12日）    | 文久3年12月23日 （1864年1月31日）      | 孝明                       |                         |
| 近衛忠房                 | 文久3年12月23日 （1864年1月31日）    | 慶應3年9月27日 （1867年10月24日）      | 孝明、明治                 |                         |
| 大炊御門家信             | 慶應3年9月27日 （1867年10月24日）    | 慶應3年11月30日 （1867年12月25日）     | 明治                       |                         |
| 廣幡忠禮                 | 慶應3年11月30日 （1867年12月25日）   | 明治2年7月8日 （1869年8月15日）        | 明治                       |                         |
| 南朝（吉野朝廷）的內大臣 |                                      |                                        |                            |                         |
| 二條師基？               | 延元3年（1338年）？任 -              | 延元3年（1338年）？任 -                | 後醍醐、後村上             | 光明台院？              |
| 北畠顯信                 |                                      |                                        | 後村上                     | 土御門                  |
| 二條教基                 |                                      |                                        | 後村上                     | 福恩寺                  |
| 洞院實守                 |                                      |                                        | 後村上                     |                         |
| 北畠顯能                 | 正平16年（1361年）？任 -             | 正平16年（1361年）？任 -               | 後村上                     |                         |
| 二條教賴                 | - 正平21年4月（1366年6月）見 -       | - 正平21年4月（1366年6月）見 -         | 後村上                     |                         |
| 花山院家賢               | - 正平21年（1366年）辞*              | - 正平21年（1366年）辞*                | 後村上                     | 妙光寺                  |
| 四條隆俊                 |                                      |                                        | 長慶                       |                         |
| 北畠顯統                 | 天授2年（1376年）任 -                | 天授2年（1376年）任 -                  | 長慶                       |                         |
| 北畠顯成                 |                                      |                                        | 長慶                       |                         |
| 阿野實為                 |                                      |                                        | 後龜山                     |                         |
| 花山院長親               | - 元中6年1月（1389年－月）見 -       | - 元中6年1月（1389年－月）見 -         | 後龜山                     |                         |
| 花山院師兼               |                                      |                                        | 後龜山                     |                         |
| 武家官位的內大臣         |                                      |                                        |                            |                         |
| 德川家光                 | 元和9年7月27日 （1623年8月23日）     | 寬永3年8月19日 （1626年10月9日）       | 後水尾                     | 江戶幕府3代将軍         |
| 德川家綱                 | 慶安4年7月26日 （1651年9月10日）     | 承應2年7月10日 （1653年9月1日）        | 後光明                     | 江戶幕府4代将軍         |
| 德川綱吉                 | 延寶8年7月21日 （1680年8月15日）     | 寶永2年2月5日 （1705年2月28日）        | 靈元、東山                 | 江戶幕府5代将軍         |
| 德川家宣                 | 寶永6年4月2日 （1709年5月11日）      | 正德2年10月14日* （1712年11月12日）    | 東山、中御門               | 江戶幕府6代将軍         |
| 德川家繼                 | 正德3年3月4日 （1713年3月29日）      | 正德6年4月30日* （1716年6月19日）      | 中御門                     | 江戶幕府7代将軍         |
| 德川吉宗                 | 享保元年7月18日 （1716年9月3日）     | 寬保元年7月7日 （1741年8月17日）       | 中御門、櫻町               | 江戶幕府8代将軍         |
| 德川家重                 | 延享2年10月7日 （1745年10月31日）    | 寶曆10年1月11日 （1760年2月27日）      | 櫻町、桃園                 | 江戶幕府9代将軍         |
| 德川家治                 | 寶曆10年7月2日 （1760年8月12日）     | 安永9年8月2日 （1780年8月31日）        | 桃園、後櫻町、後桃園、光格 | 江戶幕府10代将軍        |
| 德川家齊                 | 天明7年3月6日 （1787年4月23日）      | 文化13年3月11日 （1816年4月8日）       | 光格                       | 江戶幕府11代将軍        |
| 德川家慶                 | 文政5年2月6日 （1822年3月28日）      | 天保8年8月5日 （1837年9月4日）         | 仁孝                       | 江戶幕府12代将軍        |
| 德川家定                 | 嘉永6年10月23日 （1853年11月23日）   | 安政5年7月6日* （1858年8月14日）       | 孝明                       | 江戶幕府13代将軍        |
| 德川家茂                 | 安政5年10月25日 （1858年11月30日）   | 文久4年1月21日 （1864年2月28日）       | 孝明                       | 江戶幕府14代将軍        |
| 德川慶喜                 | 慶應3年9月21日 （1867年10月18日）    | 慶應3年12月30日 （1868年1月24日）      | 明治                       | 江戶幕府15代将軍        |

## 腳註
1. ↑  「うち」指“内”，「まえつぎみ」則是繼承自古坟时代的「大夫」一詞而來，“おとど”是對身分高者的敬語。
2. ↑  除内大臣废除后被封为左大臣的島津久光外，武家被任命为大臣者最初皆为内大臣。
3. ↑  得担任太政大臣、左大臣和右大臣。
4. ↑  天智天皇8年10月15日（669年11月13日）就任了内大臣。
5. ↑  寶龜8年1月3日（777年2月15日）就任了内大臣。
6. ↑  寶龜10年1月10日（779年1月31日）就任了内大臣。
7. ↑  『諸家伝』によれば、権大納言中院通為は永禄8年（1565年）8月「所労危急」のため書状で大臣昇任を嘆願し、天皇の勅許を得たが、9月3日加賀在国のまま没したので、後日、朝廷で薨日付の任大臣宣下が行われたという。しかし、このような任官は異例であり、中には贈官として記載する史料もある（広橋家本『公卿補任』）。
8. ↑  『諸家伝』が天正15年11月9日（1587年12月8日）就任、同日死没とするのは誤り。『中院通村日記』寛永3年10月6日条によれば、公国は内大臣任官の際、在職の織田信雄から一時的に「借渡」したといい、恐らく臨終に際してこのような異例の措置が取られたのだろう。差し当たり『兼見卿記』に基づき、死没日を就任日と推定する。
9. ↑  『続本朝通鑑』は慶長11年9月1日（1606年10月2日）とし、『歴朝要紀』は同年9月17日（1606年10月18日）とする。